# Obaku

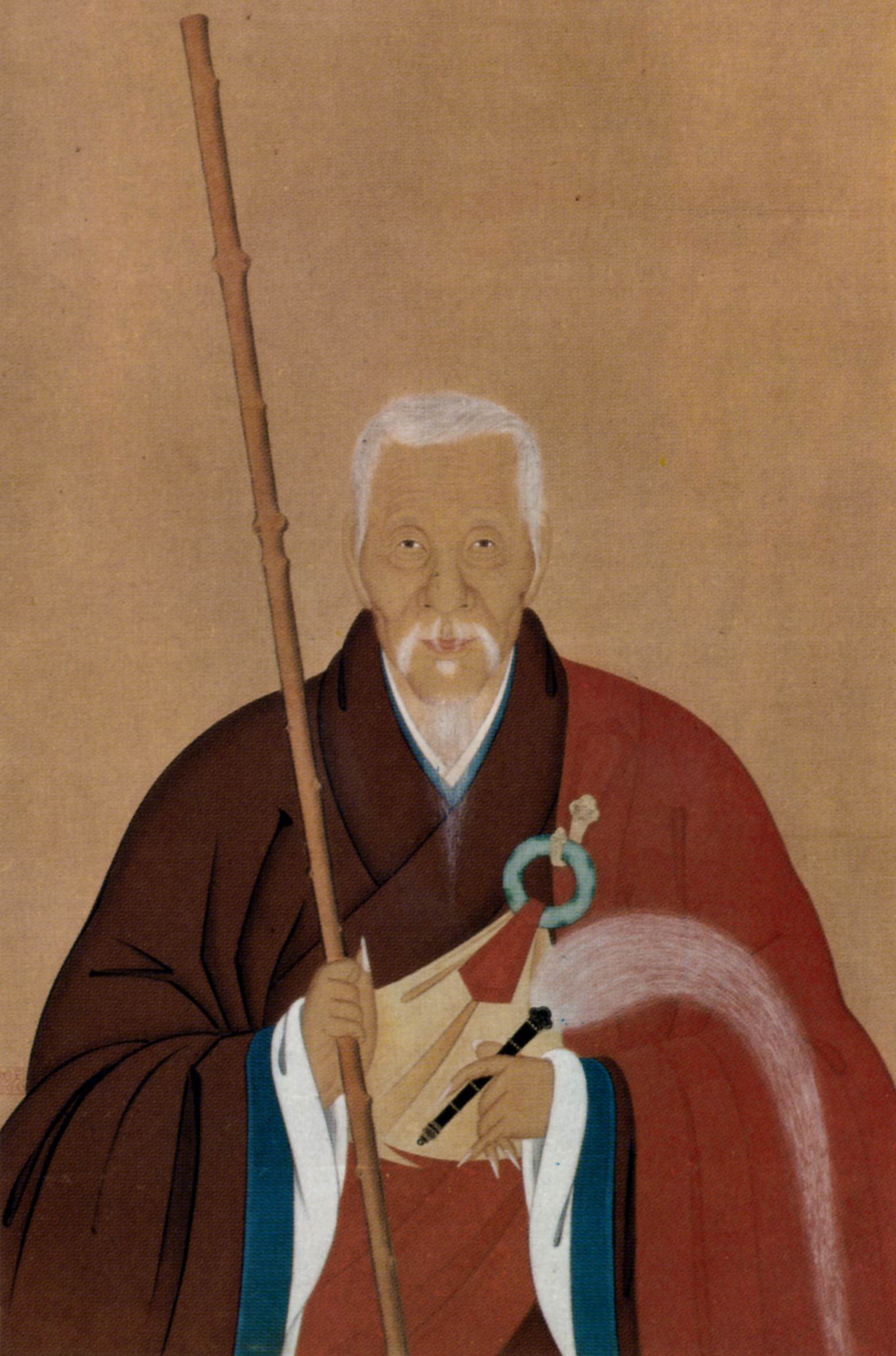
Retrat del monjo xinès Yinyuan (Ingen), fundador de l'escola obaku

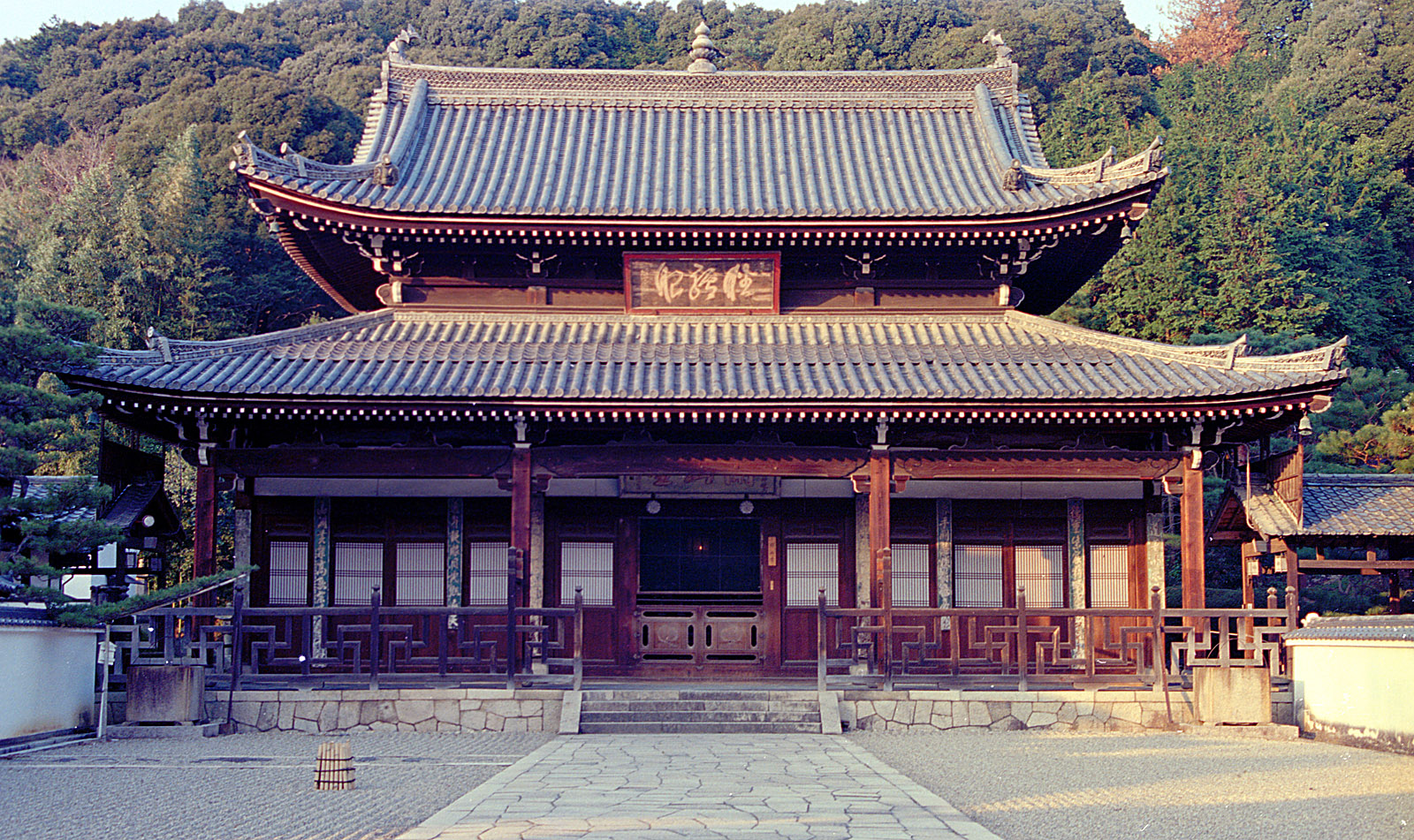
Manpuku-ji a Kyoto, Japan

Ōbaku-shū (黄檗宗) és una de les tres escoles zen del budisme al Japó; les altres dues són l'escola soto i la rinzai.
Coneguda com la tercera secta del budisme zen al Japó, va ser establerta el 1661 per una petita facció de mestres budistes xinesos juntament amb els seus estudiants japonesos a Manpuku-ji, a Uji (Kyoto).
Actualment, Manpuku-ji és el temple principal de l'escola ubaku. El 2006 tenien 420 temples menors repartits pel Japó.